# Будинок Томаса Гаффа
Дім Томаса Гаффа (англ. Thomas T. Gaff House) — будівля посольства Колумбії у США на Двадцятій вулиці північного заходу Вашингтону, округ Колумбія, неподалік станції метрополітену Дюпонт. Дім було побудовано промисловцем з Цинциннаті Томасом Гаффом у 1904 році.
У різні проміжки часу в будинку проживали промисловець зі штату Огайо і сенатор США, член кабінету Президента США. Також у домі розміщувалося грецьке посольство.